# O Tronco do Ipê
O Tronco do Ipê é o segundo romance regionalista do escritor brasileiro José de Alencar. Publicado em 1881, tem sua ação situada em 1850, numa fazenda do interior fluminense. Segundo o projeto explicitado na nota de abertura do romance Sonhos d’Ouro, o regionalismo permitiria descobrir, nas regiões "onde não se propaga com rapidez a luz da civilização", as tradições, os costumes e a linguagem de timbre brasileiro.